# Панотија
Панотија је хипотетички неопротерозојски суперконтинент који је постојао као пан-афрички ороген пре 600 милиона година до краја прекамбријума пре око 540 милиона година. Такође је познат под именом суперконтинент Вендијан. Панотију је први пут описао Ијан В. Д. Делзијел (енгл. Ian W. D. Dalziel) 1997. године.
Формирање Панотије почело је током панафричке орогенезе када се континент Конго нашао између северне и јужне половине претходног суперконтинента Родиније. Формирање Патоније био је резултат окретања суперконтинента Родиније наопако. Када се Панотија формирала, Африка се налазила у центру, окружена остатком Гондване, док је Лаурентија задржала релативно исту позицију коју је имала током постојања Родиније.
Панотија је формирана субдукцијом спољашњих океана преко геоидног ниског нивоа, док је Пангеа настала субдукцијом унутрашњих океана преко геоидног високог нивоа.